# 瑞冰尼
瑞冰尼（發音：[ʃwèbjɪ́ɴ ŋɛ̀]）是37尊緬甸神靈之一。他是瑞冰祇的弟弟，波巴梅杜與裴多的兒子。瑞冰尼與兄長生前因建造佛塔時玩忽職守，被阿奴律陀處死，後被追認為納。瑞冰尼的信眾忌食豬肉，因為他的父親裴多被認為是來自印度的穆斯林軍官。